# Gilly Macmillan
Gilly MacMillan (...) è una scrittrice britannica di gialli. È cresciuta a Swindon e ha trascorso l'adolescenza nel nord della California. Vive attualmente a Bristol con il marito e i tre figli.